# Rebrá
Rebrá je přírodní památka v oblasti PIENAP.
Nachází se v katastrálním území obcí Kyjov a Šarišské Jastrabie v okrese Stará Ľubovňa v Prešovském kraji. Území bylo vyhlášeno či novelizováno v roce 1989 na rozloze 8,2160 ha. Ochranné pásmo nebylo stanoveno.